# Лезен (Во)
Лезен (фр. Leysin) — громада  в Швейцарії в кантоні Во, округ Егль.

## Географія
Громада розташована на відстані близько 80 км на південний захід від Берна, 36 км на південний схід від Лозанни.
Лезен має площу 18,6 км², з яких на 7,7% дозволяється будівництво (житлове та будівництво доріг), 34,9% використовуються в сільськогосподарських цілях, 37,4% зайнято лісами, 20% не є продуктивними (річки, льодовики або гори).

## Демографія
2019 року в громаді мешкало 3782 особи (-1,5% порівняно з 2010 роком), іноземців було 53,5%. Густота населення становила 204 осіб/км².
За віковим діапазоном населення розподілялося таким чином: 25,1% — особи молодші 20 років, 61% — особи у віці 20—64 років, 13,9% — особи у віці 65 років та старші. Було 1290 помешкань (у середньому 2 особи в помешканні).
Із загальної кількості 1422 працюючих 36 було зайнятих в первинному секторі, 135 — в обробній промисловості, 1251 — в галузі послуг.